# بناب
بناب هي مدينة إيرانية تقع في محافظة أذربيجان الشرقية. وهي سادس مدينة من حيث عدد السكان في المحافظة. تقع هذه المدينة بجوار بحيرة أورمية في المنحدرات الجميلة لجبال سهند. تعتبر مدينة بناب الجميلة سهلاً خصباً لكثرة أنهارها وكون جزء من المدينة يقتصر على شاطئ بحيرة أورمية والجزء الآخر على جبل سهند.
يبلغ عدد سكانها 75,332 حسب احصاء عام 2006 م.